# RJD2
RJD2, vlastním jménem Ramble Jon Krohn je americký hudebník, producent a DJ pocházející z Eugene ve státě Oregon a nyní žijící v Columbusu v Ohiu. RJD2 byl členem hudebních skupin jako Soul Position, MHz Legacy, and Icebird. Ramble Jon Krohn je vlastníkem hudebního vydavatelství RJ's Electrical Connections. Podle časopisu Wired je jeho umělecký pseudonym odvozen od droida R2-D2 ze Star Wars.

## Život a dílo
Ramble Jon Krohn se narodil 27. května 1976 v Eugenu v Oregonu, přestěhoval se do Columbusu v Ohiu, kde prorazil. Ramble Jon Krohn se začal věnovat hudbě od roku 1993. V roce 2002 podepsal smlouvu s hudebním vydavatelem Definitive Jux a vydal své debutové album Deadringer. RJD2 později spolupracoval s rapperem Blueprint pod názvem Soul Position a v roce 2003 vydal 8 Million Stories u hudebního vydavatelství Rhymesayers Entertainment. V roce 2004 vydal své druhé sólové album since We Last Spoke opět u hudebního vydavatelství Definitive Jux.
Soul Position vydala druhé album : Things Go Better with RJ and AL, v roce 2006 pod vydavatelstvím Rhymesayers Entertainment. V roce 2006 vyšlo album Magnificent City, kde spolupracoval s rapperem Aceyalone. Magnificent City zahrnovalo song "A Beautiful Mine", který byl použit v úvodních titulcích seriálu Šílenci z Manhattanu. V roce 2007 RJD2 vydal sólové album The Third Hand s vydavatelstvím XL Recordings.

## Diskografie

### Studiová alba
- Deadringer (2002)
- Since We Last Spoke (2004)
- Magnificent City (2006)
- The Third Hand (2007)
- The Colossus (2010)
- We Are the Doorways (2011)
- The Abandoned Lullaby (2011)
- More Is Than Isn't (2013)
- STS x RJD2 (2015)
- Dame Fortune (2016)
- Tendrils (2018)

### Kompilační alba
- In Rare Form: Unreleased Instrumentals (2004)
- The Third Hand Instrumentals (2007)
- Inversions of the Colossus (2010)
- In Rare Form, Vol. 2 (2018)

### Mix albums
- Your Face or Your Kneecaps (2001)
- Loose Ends (2003)
- Lobster and Scrimp (2003)
- Constant Elevation (2005)

### EPs
- Pryor Convictions (2000)
- The Horror (2003)
- The Mashed Up Mixes (2004)
- Tin Foil Hat (2009)
- The Glow Remixes (2011)

### Singly
- "June" b/w "The Proxy" (2001)
- "Rain" b/w "Find You Out" (2002)
- "Here's What's Left" (2002)
- "Let the Good Times Roll" (2002)
- "The Horror" b/w "Final Frontier (Remix)" (2003)
- "Sell the World" b/w "Ghostwriter (Remix)" (2003)
- "1976" (2004)
- "Through the Walls" (2004)
- "Exotic Talk" (2004)
- "Fire" (2005)
- "Superhero" (2006)
- "You Never Had It So Good" (2007)

### Hostování
- Pigeon John – "The Last Sunshine" from And the Summertime Pool Party (2006)
- Lushlife + CSLSX – "Toynbee Suite" from Ritualize (2016)

### Produkce
- Aesop Rock – "Kill 'Em All Remix" (2001)
- Cage – "Among the Sleep" from Movies for the Blind (2002)
- Mos Def/Diverse/Prefuse 73 – "Wylin Out (RJD2 Remix)" (2002)
- Souls of Mischief – "Spark" (2002)
- El-P – "Lazerfaces' Warning (RJD2 Remix)" from Fandam Plus (2002)
- Massive Attack – "Butterfly Caught (RJD2 Remix)" (2002)
- Murs – "Sore Losers" from The End of the Beginning (2003)
- Viktor Vaughn – "Saliva" from Vaudeville Villain (2003)
- The Weathermen – "5 Left in the Clip (RJD2 Remix)" from The Conspiracy (2003)
- Cage – "Weather People" from Weatherproof (2003)
- Nightmares on Wax – "70s 80s (RJD2 Remix)" (2003)
- Elbow – "Fugitive Motel (RJD2 Mix)" (2003)
- Tame One – "Up 2 No Good Again" from When Rappers Attack (2003)
- CunninLynguists – "Seasons" from SouthernUnderground (2003)
- Diverse – "Certified", "Uprock", "Big Game", "Explosive" and "Under the Hammer" from One A.M. (2003)
- Aceyalone – "Lost Your Mind" and "Moonlit Skies" from Love & Hate (2003)
- Babbletron – "The Clock Song" from Mechanical Royalty (2003)
- Vast Aire – "9 Lashes (When Michael Smacks Lucifer)" from Look Mom... No Hands (2004)
- Leak Bros – "Gimmesumdeath" from Waterworld (2004)
- Hikaru Utada – "Devil Inside (RJD2 Remix)" (2004)
- Leela James – "Music (RJD2 Remix)" (2005)
- Cage – "Shoot Frank" from Hell's Winter (2005)
- Astrud Gilberto – "The Gentle Rain (RJD2 Remix)" from Verve Remixed 3 (2005)
- Pigeon John – "The Last Sunshine" from And the Summertime Pool Party (2006)
- Cool Calm Pete – "Black Friday" from Lost (2006)
- Aceyalone – "Never Come Back", "Angelina Valintina" and "Impact" from Grand Imperial (2006)
- Jack Peñate – "Learning Lines" from Matinée (2007)
- Yo La Tengo – "Here to Fall (RJD2 Remix)" from Here to Fall: Remixes (2010)
- J-Live – "Great Expectations" from S.P.T.A. (2011)
- CunninLynguists – "The Format" from Strange Journey Volume Three (2014)
- Son Little – "Cross My Heart (RJD2 Remix)" from Things I Forgot (2014)
- Tycho – "Apogee (RJD2 Remix)" from Awake Remixes (2016)
- Homeboy Sandman – "Gumshoe" from Kindness for Weakness (2016)